# Spartacus International Gay Guide
Der Spartacus International Gay Guide ist ein Reiseführer für schwule Männer, der im Januar 2018 von der GayGuide UG übernommen wurde. Aufgrund seiner internationalen Verbreitung ist er die führende Veröffentlichung in dieser Kategorie, vor den Bob Damron Guides, welche sich schwerpunktmäßig auf die Vereinigten Staaten konzentrierten. 

## Inhalt
Der Reiseführer bietet kurze Texte in mehreren Sprachen zu jedem Land – darunter auch einen Überblick über die dort geltenden Gesetze zur Homosexualität. Außerdem sind innerhalb des Landes alle Orte gelistet, in denen es schwule Einrichtungen gibt – Bars, Hotels, Schwulen-Saunen, Strände oder Selbsthilfegruppen. Derzeit enthält er Informationen über zirka 22.000 Adressen aus 160 Ländern. Die Kriterien für die Aufnahme von Adressen sind je nach Land unterschiedlich. So werden zum Beispiel in einer gut erschlossenen Stadt wie Berlin keine nur „schwulenfreundlichen“ Bars gelistet, im Gegensatz zu Orten mit weniger schwuler Infrastruktur. In einigen wenigen Fällen gibt es auch Warnungen vor Läden, die aus geschäftlichen Gründen nur vorgeben schwulenfreundlich zu sein. Wichtigere Städte haben jeweils kurze Einführungstexte vor den Adressenlisten. Dort wird gelegentlich auch vor Gebieten, in denen es Übergriffe (durch Diebe oder Polizei) geben kann, gewarnt, aber auch auf die besonderen Eigenschaften der Stadt für schwule Touristen hingewiesen.

## Vertrieb und Reichweite
Seit 2018 erscheint der Spartacus GayGuide nicht mehr in der Printversion – stattdessen wurden alle Inhalte in eine neue App integriert, die für jeden Reisenden individueller einsetzbar ist als der Reiseführer in gedruckter Form. Sowohl auf der Website, als auch in der App, finden schwule Reisende neben einem Reiseblog auch den weltgrößten Pride-Kalender mit über 800 CSD-ähnlichen Veranstaltungen, sowie einen Terminbereich mit weltweit über 20.000 schwulen Events. Ferner bietet der Spartacus International Gay Guide allen Nutzern neben einem Hotel- auch einen Saunaguide, der weit über 600 Saunen in 36 Ländern anzeigt. Erhältlich ist die App in einer weltweiten Gratisversion.
Seit Mai 2006 erscheint in einer Auflage von 25.000 Stück in Deutschland, Österreich und der Schweiz dreimonatlich das deutschsprachige Magazin Spartacus Traveler. Dieses wird seit 2018 von der Blu Mediengruppe herausgegeben.

## Geschichte
Der schon damals offen schwul lebende John D. Stamford (1939–1999) begann 1968 damit, entsprechende Daten zu sammeln – 1970 brachte er in Sussex den ersten Spartacus heraus. Auf 109 Seiten waren insgesamt 3.000 schwule Treffpunkte (“Homophile meeting places”) verzeichnet. Davon waren 60 schwule Plätze in London und mehr als 200 Orte alleine aus dem Vereinigten Königreich. Ziel war es, eine „bessere Welt für Schwule“ mitzugestalten, gegen die versteckte Einsamkeit anzukämpfen, Kontakte zu ermöglichen und ein internationales Netzwerk kooperierender Organisationen aufzubauen. 
1972 übersiedelte Stamford nach Amsterdam, um den britischen Gesetzen, die einer offenen Diskussion von Homosexualität entgegenstanden, auszuweichen. 1973 erschien der Spartacus erstmals in Amsterdam.
Bei der 10. Ausgabe im Jahre 1980 hatte der Führer einen Umfang von 608 Seiten mit Informationen aus über 250 Länder, und das Cover wurde vom berühmten Pornoproduzenten Jean Daniel Cadinot gestaltet. Die Redaktion erhielt jährlich 12.000 Briefe mit Informationen. 1983 informierte Spartacus erstmals über AIDS. Davor gab es immer nur ein kleines Kapitel über Geschlechtskrankheiten. Der Bruno Gmünder Verlag in Berlin übernahm ab 1987 die Herausgabe des Reiseführers. 2017 meldete der Bruno Gmünder Verlag in Berlin Konkurs an und verkaufte all seine schwulen Medien – darunter auch den Spartacus Gay Guide, das Aushängeschild des Verlages.

## Kritik
In einer im Februar 2021 veröffentlichten Vorstudie der Unabhängigen Kommission zur Aufarbeitung sexuellen Kindesmissbrauchs, in der die Vernetzungen, Organisationsformen und Strukturen Pädokrimineller in Westberlin seit den 1970er-Jahren dargestellt werden, wird deutlich, dass Westberlin bis zur Wiedervereinigung das Zentrum pädosexueller Netzwerke war. In diesem Zusammenhang wird der Reiseführer Spartacus International Gay Guide mehrfach erwähnt.

## Werke
- Briand Bedford (Hrsg.): Spartacus International Gay Guide 2011/2012 39. Auflage (Deutsch, Englisch, Französisch, Spanisch, Italienisch), Bruno Gmünder, Dezember 2011, ISBN 978-3-86787-350-5
- Briand Bedford (Hrsg.): SPARTACUS International Hotel & Restaurant Guide 2011 (Deutsch, Englisch), Bruno Gmünder, März 2011, ISBN 978-3-86787-352-9
- Briand Bedford (Hrsg.): Spartacus International Sauna Guide 2007 6. Auflage (Deutsch, Englisch, Französisch), Bruno Gmünder, Oktober 2006, ISBN 3-86187-426-1